# Daddy-Long-Legs
Daddy-Long-Legs es una película muda de comedia-dramática de 1919 dirigida por Marshall Neilan, y basada en la novela de 1912 de Jean Webster Daddy-Long-Legs. La película es protagonizada por Mary Pickford.

## Trama
Un agente de policía encuentra un bebé en un cubo de basura, y Mrs. Lippett, la cruel matrona de un orfanato donde los niños son obligados a trabajar, le pone el nombre de "Jerusha Abbott" (escoge "Abbott" de una guía telefónica y obtiene "Jerusha" de una lápida). La huérfana, que pasa a llamarse Judy, hace lo que puede por defender a los niños más pequeños, chocando a menudo tanto con Mrs. Lippett como con los fríos administradores. En un momento dado, lidera una rebelión contra las ciruelas pasas que le sirven con cada comida y, en otro, roba una muñeca a una niña rica egoísta para prestársela a una huérfana moribunda.
Años más tarde, el rico Jervis Pendleton, un misterioso benefactor, paga para que Judy, ahora la niña mayor y con más talento del orfanato, vaya a la universidad. Sin embargo, insiste en que Judy nunca intente ponerse en contacto con él en persona. Sin embargo, Judy le llama "Papaíto Piernas Largas" y le escribe. Judy se hace popular entre sus compañeros de clase, más ricos y "aristocráticos", y escribe un exitoso libro para devolver a "Papaíto Piernas Largas" el dinero que gastó en ella. En general, es feliz, pero echa de menos no tener verdaderos familiares que se enorgullezcan de sus logros. Judy también se ve envuelta en un triángulo amoroso con el hermano mayor de una compañera de clase y un hombre mayor (que es, sin que ella lo sepa, su misterioso benefactor). Al final elige al pretendiente mayor y está encantada de saber que es su "Papaíto Piernas Largas".

## Reparto
- Mary Pickford como Jerusha "Judy" Abbott
- Milla Davenport como Mrs. Lippett
- Miss Percy Haswell como Miss Pritchard
- Fay Lemport como Angelina Gwendolin Rosalind "Angie" Wykoff
- Mahlon Hamilton como Mr.Jervis Pendleton
- Lillian Langdon como Mrs. Pendleton
- Betty Bouton como Julia "Julie" Pendleton
- Audrey Chapman como Sallie "Sally" Mc Bride
- Marshall A. Neilan como Jimmie Mc Bride
- Carrie Clark Ward como Mrs. Semple
- Wesley Barry como niño huérfano (sin acreditar)
- True Eames Boardman como niño huérfano (sin acreditar)
- Jeanne Carpenter (sin acreditar)
- Estelle Evans (sin acreditar)
- Fred Huntley (sin acreditar)
- Frankie Lee (sin acreditar)
- Joan Marsh (sin acreditar)

## Revision crítica
La trama utiliza una serie de episodios, algunos separados por lapsos de tiempo, muchos humorísticos, que a menudo plantean opuestos, como rico y pobre o hombre y mujer, para hacer avanzar la historia. El tratamiento del orfanato es moderno y nada sentimental, la dura vida que allí se lleva no es divertida. Sin embargo, Judy no es un agente activo en la historia, ya que, mientras intenta sacar lo mejor de su situación, le suceden cosas que escapan a su control.